# NGC 7157
NGC 7157 (другие обозначения — PGC 67693, ESO 532-3, MCG −4-51-15, AM 2154—253) — спиральная галактика с перемычкой (SBa) в созвездии Южная Рыба.
Этот объект входит в число перечисленных в оригинальной редакции «Нового общего каталога».